# Abram Petrovič Hannibal
Abram Petrovič Hannibal (asi 1696, Lagon, Afrika – 20. dubna 1781, Sujda, Petrohradská gubernie) byl ruský vojenský a politický činitel černošského původu.
Podle vlastního tvrzení se narodil jako syn náčelníka vesnice Lagon v Habeši (beninský badatel Dieudonné Gnammankou však jeho rodiště ztotožňuje s oblastí řeky Logone) a byl v dětství unesen tureckými otrokáři. V Konstantinopoli ho roku 1704 zakoupil ruský diplomat Sáva Raguzinskij a přivezl ho jako dar caru Petrovi. Panovník si inteligentního chlapce oblíbil a byl jeho kmotrem při křtu, který se konal ve Vilniusu v červenci 1705. Hannibal sloužil u carova dvora a v roce 1716 byl vyslán na studia válečného umění ve Francii, kde se zúčastnil války čtverné aliance a přijal jméno podle antického vojevůdce Hannibala. Hugh Barnes ve svém životopise Hannibala píše o jeho přátelském vztahu s Voltairem, který ho nazval „černou hvězdou osvícenství“. Do Ruska se vrátil jako uznávaný odborník na ženijní vojsko, ale po smrti Petra Velikého upadl v nemilost a Alexandr Danilovič Menšikov ho poslal do vyhnanství na Sibiř. Po Menšikovově svržení se Hannibal směl roku 1730 vrátit a dostal místo profesora na vojenské škole v Pärnu. Později si vysloužil hodnost generálmajora, působil jako gubernátor Tallinnu a řídil výstavbu pevnosti v Kronštadtu. Obdržel Řád svaté Anny a Řád sv. Alexandra Něvského.
Na svém sídle v Sujdě jako první v Rusku pěstoval brambory. Byl známý také otcovským vztahem k poddaným, odmítal tehdy v Rusku běžné tělesné tresty. Znal se s otcem Alexandra Suvorova a doporučil mu, aby svému nadanému synovi umožnil vojenskou kariéru.
Hannibal měl jedenáct dětí, jeho syn Osip byl dědečkem Alexandra Sergejeviče Puškina. Ten o svém slavném pradědovi napsal prózu Mouřenín Petra Velikého, podle níž natočil Alexandr Mitta v roce 1976 film Jak car Petr ženil mouřenína, kde hrál Hannibala Vladimir Vysockij.